# サラマンカ空港
サラマンカ空港（スペイン語：Aeropuerto de Salamanca）は、スペイン・カスティーリャ・イ・レオン州サラマンカ県サラマンカ郊外15kmに所在するスペイン空軍と共用する空港。

## 歴史
空港の起源はスペイン内戦で必要に迫られ新規飛行場の建設に着手したところから始まる。1936年10月15日にルイス・エルナンデス陸軍中佐はマカタンとして知られるエンシーナス・デ・アバッホを訪れ、飛行場として適切であると判断される。
1937年夏にキンデラン将軍の要請に応じイベリア航空は復活し本社をサラマンカに置いた。最初の航路は8月16日に開設され、ルフトハンザのJu 52輸送機で運行されるテトゥアンとビトリアへ向かう路線であった。1939年5月1日にイベリア航空の機能と施設はマドリード・バラハス空港に移転する。
1940年7月16日にサラマンカ市議会は民間旅客利用可能の条件付きでマカタンの土地をスペイン空軍に与える。6年後の1947年に空港は国際的な事項も含む観光旅客および商用目的の空港として正式に開港する。
1953年初頭には04/22方向の誘導路を滑走路に変更する建設を決定する。
1974年5月24日に国立航空学校（es:Escuela Nacional de Aeronáutica）が創設され、本部はサラマンカに置かれる。このセンターの教育対象は商業パイロットの養成を目的とした。1970年代の10年間についてはサラマンカの小型商用航空交通は軍の需要に依存していた。
1990年に空港は新型の高精度マイクロ波着陸装置を試験導入する。
最終的に2005年10月開催の第15回イベロアメリカ首脳会議（サラマンカ・サミット）に合わせて空港は新たに乗客サービスと発着エリアを抱合するターミナルの建設に着手する。
2008年10月には国際品質認証（ISO-9001）を取得している。

## 就航する航空会社
- エア・ノストラム（イベリア航空の子会社）
  - フランス、パリ
  - バルセロナ
  - マラガ
  - パルマ・デ・マヨルカ
  - メノルカ島
  - グラン・カナリア島
- エア・ヨーロッパ
  - ランサローテ島
  - テネリフェ島
  - パルマ・デ・マヨルカ

## 配置部隊
- マカタン学校群（GRUEMA）
  - 第741飛行隊
  - 第742飛行隊